# Abbaye de Neath
L'abbaye de Neath (en gallois Abaty Nedd) est une ancienne abbaye cistercienne située au Pays de Galles, dans la vallée de la rivière du même nom (en) et plus précisément face à la villé éponyme, le long du Tennant Canal (en).
Fondée en 1129, l'abbaye est alors savignienne. En 1147, elle rejoint l'ordre cistercien avec toute la congrégation. Fondée dans un contexte difficile, elle accroît peu à peu son patrimoine au point de devenir assez prospère.
Elle ferme en février 1539 ; à cette époque, John Leland la considère comme « la plus belle [abbaye] de tout le pays de Galles ». Elle échoit en 1542 à Richard Williams (en), qui la transforme en manoir, petit à petit transformé par les propriétaires suivants.
Durant la Révolution industrielle, l'abbaye devient une fonderie de cuivre, avant que sa valeur patrimoniale et historique ne soit redécouverte au XXe. Il s'agit de l'un des édifices cisterciens les mieux préservés du pays de Galles.

## Situation et toponymie
L'abbaye de Neath est située dans un cadre actuel très inhabituel, puisqu'elle est située en plein milieu d'une zone industrielle, bordée par le Tennant Canal (en) au sud, par la ligne de la vallée du Swansea (en) au nord, et entourée d'entrepôts et d’usines.

## Histoire

### Fondation savignienne puis claravalienne
L'abbaye de Neath est fondée en 1129 par Richard de Grenville (en), qui la fonde en tant que fille directe de l'abbaye normande de Savigny. L'année suivante, en 1130, l'abbé Richard et douze moines arrivent de Normandie pour fonder ce deuxième établissement britannique savignien.
Le 17 septembre 1147, la Congrégation de Savigny tout entière est rattachée à l'ordre cistercien, dans la filiation de Clairvaux.

### Moyen Âge
Les moines se rendent rapidement compte que les terres données par Richard de Grenville sont trop dispersées pour une gestion efficace, et envisagent à la fin du XIIe siècle de transposer l'abbaye à Exford, de l'autre côté du Canal de Bristol, dans le Somerset. Mais, au moment où cette décision est prise, l'abbaye de Cleeve est fondée en 1186 à moins de dix kilomètres d'Exford. Pour ne pas empiéter sur les terres de leurs frères, les cisterciens de Neath décident de rester et de consolider leurs avoirs fonciers sur place.
En 1224, le seigneur d'Afan Morgan Gam incendie l'abbaye. À la suite de cette tragédie, l'abbaye est entièrement reconstruite ; la communauté disposant désormais de ressources plus importantes, le monastère est agrandi pour pouvoir loger vingt_quatre moines et une cinquantaine de convers.
À la fin du XIIIe siècle, l'abbaye de Neath a géré son patrimoine foncier avec tant d'habileté qu'elle est devenue une des maisons religieuses les plus riches du Pays de Galles. Entre 1280 et 1320, elle profite de cette manne financière pour remplacer l'église romane originelle, datant du XIIe siècle, par une abbatiale gothique. Le roi Édouard Ier, ayant conquis le Pays de Galles, s'intéresse au projet et offre en 1284 à la nouvelle église un baldaquin destiné au maître-autel].
Toutefois, après la mort de Gilbert de Clare en 1314, la révolte de Llywelyn Bren dévaste et ruine l'abbaye.

### Revers et fermeture

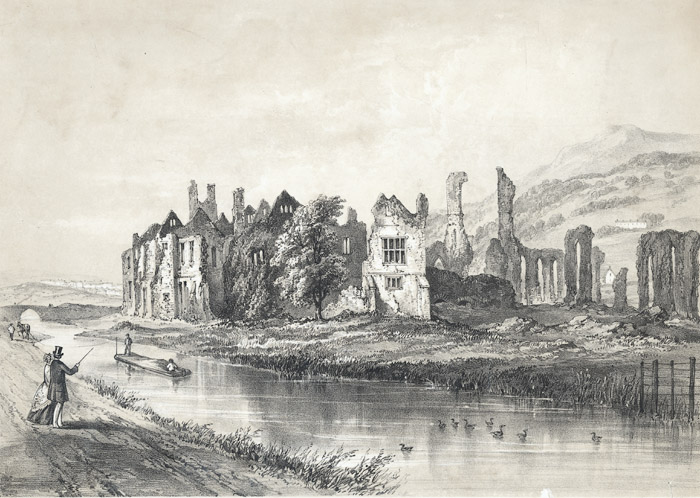
L'abbaye vers 1850, gravure de John Newman & Co.

D’autres difficultés frappent l'abbaye au XVe siècle, mais Neath semble s'en être remise vers 1500. À cette période, tombée en commende, l'abbaye connaît une nouvelle période de travaux, l'aile des moines étant réaménagée en logis abbatial pour l'abbé Leyshon Thomas. Ces travaux grèvent fortement l'abbaye, qui ne présente en 1535 qu'un revenu annuel de 132 livres, bien inférieur aux prévisions. Néanmoins, afin d'éviter la fermeture dès 1536, la communauté réussit à payer l'amende de cent cinquante livres exigée, ce qui lui offre un répit de trois ans. L'abbaye est définitivement dissoute en février 1539.
Richard Williams (en) l’acquiert et en commence la transformation en manoir de style Tudor, œuvre prolongée à partir de 1600 par son nouveau propriétaire, John Herbert (en). À partir du XVIIIe siècle, les bâtiments sont délaissés et commencent à tomber en ruines. Durant la Révolution industrielle, l'abbaye devient une fonderie de cuivre,.